# Skippy le kangourou
 (août 2018).
Si vous disposez d'ouvrages ou d'articles de référence ou si vous connaissez des sites web de qualité traitant du thème abordé ici, merci de compléter l'article en donnant les références utiles à sa vérifiabilité et en les liant à la section « Notes et références ».
Pour les articles homonymes, voir Skippy.
Skippy le kangourou (Skippy the Bush Kangaroo) est une série télévisée australienne en 91 épisodes de 25 minutes, créée par Lee Robinson et diffusée entre le 5 février 1968, et le 4 mai 1970 sur le réseau Nine Network.
La série a été doublée au Québec, et diffusée à partir du 8 septembre 1968 à la Télévision de Radio-Canada puis rediffusée à partir du 11 septembre 1982 sur le réseau TVA, à partir du 15 janvier 1984 sur TVJQ et à partir du 4 septembre 1990 sur Canal Famille. En France, elle a été diffusée à partir du 12 décembre 1968 sur la première chaîne de l'ORTF dans l'émission Ohé ! Jeudi, puis rediffusée sur FR3 en 1989 dans l'émission Samdynamite, et en 2005 sur la chaîne Eurêka ! du groupe TPS. En Belgique, la série est diffusée en 2011 sur AB2.

## Synopsis

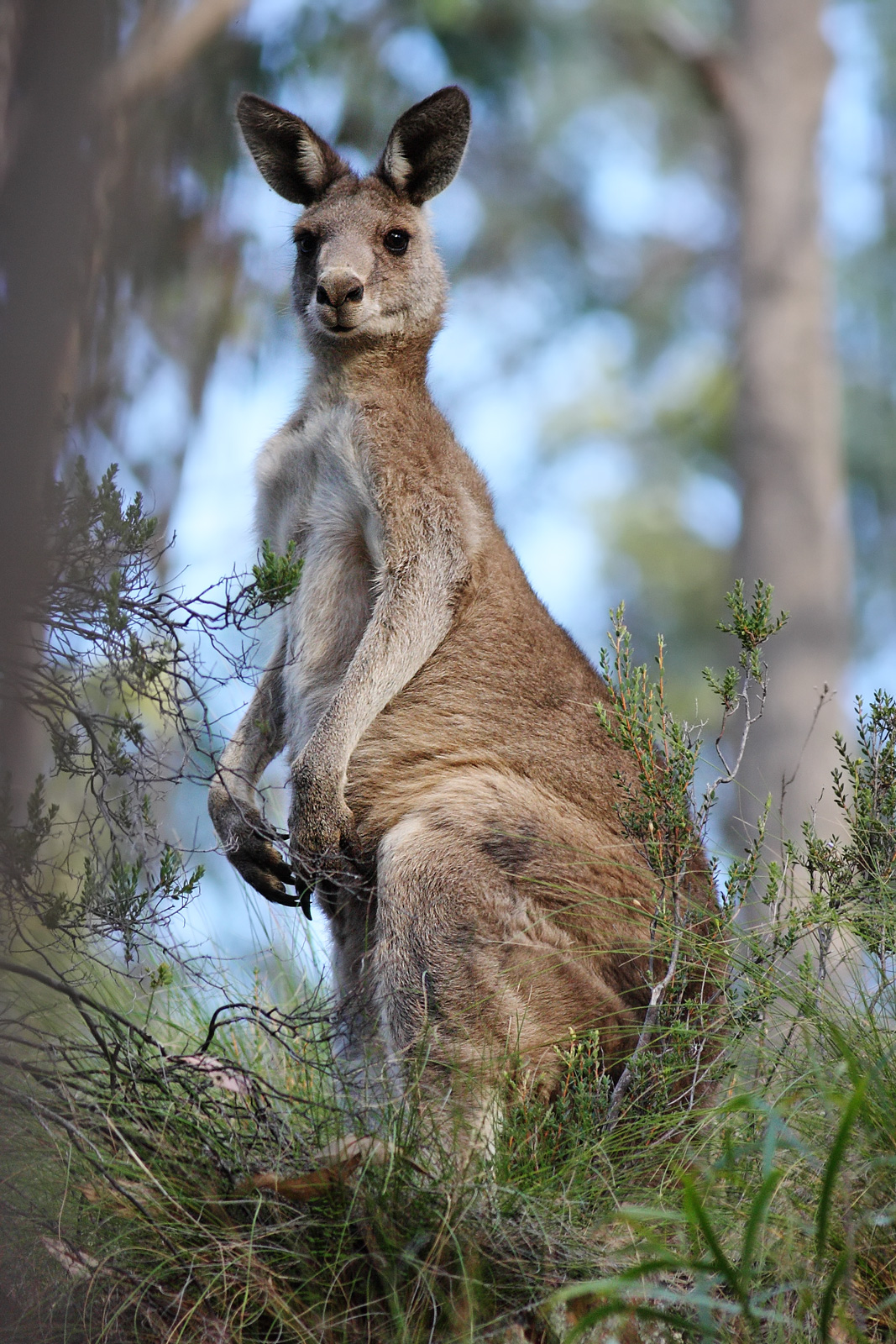
Un Kangourou géant.

En Australie, une amitié lie Skippy, un kangourou orphelin, avec un petit garçon nommé Sonny, son frère aîné Marc dans le parc national Waratah dirigé par leur père veuf, Matt Hammond. Skippy intervient toujours à bon escient pour sauver les enfants des pièges dans lesquels ils sont à même de tomber.

## Fiche technique
- Titre original : Skippy the Bush Kangaroo
- Titre français : Skippy le kangourou
- Réalisateur : Eric Fullilove, MaxVarnel
- Scénaristes : Ross Napier, Ted Roberts, Joy Cavill
- Musique : Eric Jupp (générique)
- Production : Joy Cavill, Lee Robinson, Dennis Hill
- Sociétés de production : Fauna Productions, Nine Network Australia, Norfolk International Pictures
- Pays d'origine : Australie
- Langue : anglais
- Nombre d'épisodes : 91 épisodes (3 saisons)
- Durée : 25 minutes
- Date de première diffusion : 5 février 1968

La série a été tournée à 25 km au nord de Sydney au Parc national Ku-ring-gai Chase et dans le parc contigu de Waratah Park (devenu depuis le Waratah Park Earth Sanctuary).

## Distribution
- Ed Devereaux (VQ : Yves Massicotte) : Matt Hammond
- Garry Pankhurst (VQ : Bernadette Morin) : Sonny Hammond
- Ken James (en) (VQ : André Montmorency) : Mark Hammond
- Tony Bonner (VQ : Jean Perraud) : Jerry King
- Liza Goddard : Clarissa « Clancy » Merrick
- Frank Thring : Dr Alexander Stark
- Elke Neidhardt (en) : Dr Steiner
- John Warwick (en) : Sir Adrian Gillespie
- Le rôle de Skippy fut joué par neuf kangourous différents.

Le doublage original en français a été réalisé au Québec par le studio Synchro-Québec. C'était le cas de nombreuses séries diffusées en France dans les années 1960-1970 (Le Roi Léo, Cosmos 1999, Le Prince Saphir, Les Robinson suisses, etc.). Pour la sortie en France du DVD de la série, le doublage a été refait.

## Épisodes

### Première saison (1966-1967)
1. Braconnage (The Poachers)
2. Le Rallye (Sports Car Rally)
3. De l'or dans les récifs (Golden Reef)
4. Le Kidnapping (Long Way Home)
5. Interdit aux cages (Cage of Koalas)
6. L'Oiseau lyre (The Lyre Bird)
7. Mort ou vif (Dead or Alive)
8. Plus de peur que de mal (The Marine Biologist)
9. Une fille à la maison (No Time for Clancy)
10. Marée haute (Time and Tide)
11. Pris en otages ! (Can You Keep a Secret?)
12. Drôle de vagabond (The Swagman)
13. Pour la peau d'un kangourou (The Honeymooners)
14. Personne aux commandes (Many Happy Returns)
15. Mon meilleur ami (My Best Friend)
16. Sauvé des eaux (When the Bough Breaks)
17. La Parade de Sydney (The Waratah Festival)
18. Un sauvetage risqué (Summer Storm)
19. L'Ami tire-laine (The Rustlers)
20. Double Jeu (Double Trouble)
21. Piège (Trapped)
22. Le Chant du départ (They're Singing Me Back)
23. Tara - 1re partie (Tara - Part 1)
24. Tara - 2e partie (Tara - Part 2)
25. Héros d'un jour (Surf King)
26. Le Fugitif (The Runaway)
27. La Dernière Chance (Last Chance)
28. Accident (No Trespassers)
29. Mayday - 1re partie (Mayday - Part 1)
30. Mayday - 2e partie (Mayday - Part 2)
31. Rendez-vous à Dalmar (Date in Dalmar)
32. Un patron en cavale (The Empty Chair)
33. Les Visiteurs (Ten Little Visitors)
34. Tante Evelyn (Aunt Evelyn)
35. Rock'n'roll dans le bush (The Bush Rangers)
36. Opération survie (Man From Space)
37. Où est ma fille ? (Be Our Guest)
38. Une nuit blanche (The Long Night)
39. Alter ego (View Matt)

### Deuxième saison (1967-1968)
1. Le radeau (The Raft)
2. Des hôtes parfaits (Perfect Hosts)
3. Jack l'intègre (Honest Jack)
4. Un authentique génie (Follow My Leader)
5. Cascadeurs (Tex N. Ranger)
6. Poulet (Chicken)
7. Belinda (Belinda)
8. La mine (The Mine)
9. Le fugitif (Rockslide)
10. Un ami d'enfance ou Cache-cache (Hide and Seek)
11. Soucoupes volantes (Flying Saucers)
12. Esmeralda (Esmeralda)
13. Les marionnettes (Puppets)
14. Vice versa (Vice Versa)
15. Monsieur Oats (Oats)
16. La Maître-chanteur (Black Spider)
17. Gare aux pièges (Tread Softly)
18. Travaux dangereux (Shark Taggers)
19. Surprise, surprise ! (Surprise! Surprise!)
20. Marco Polo (Marco Polo)
21. Le Wombat (The Wombat)
22. Le Championnat de bûcheronnage (The Axeman)
23. Vers l'infini et l'au-delà (Up and Beyond)
24. Rodéo dans le bush (Round Up)
25. Les Randonneuses (The Hickers)
26. Pour mon prochain tour (For My Next Trick)
27. Un oiseau dans la main (A Bird in the Hand)
28. Marathon (Marathon)
29. Le Meilleur (The Best Man)
30. La pauvre fille (Plain Jane)
31. Hi-Fi (Hi-Fi)
32. Maggie (Maggie)
33. Un parc pour tous (Mixed Company)
34. La Chasse au trésor (Treasure Hunt)
35. Le Sport des rois (The Sport of Kings)
36. Bon Voyage (Bon Voyage)
37. Cobber (Cobber)
38. Le Tigre (Tiger)
39. Luna Park (Luna Park)

### Troisième saison (1968)
1. Un artiste dans le bush (A Work of Art)
2. Une façon de parler (A Manner of Speaking)
3. "Le prince de siam (The Prince of Siam)
4. "Victime de la mode (High Fashion)
5. "Tableau en cavale (El Toro)
6. "Monsieur Duffy (Mr. Duffy)
7. Les waratahs (The Medicine Man)
8. "Un remède de cheval (The Veteran)
9. Souvenir de guerre (The Rainmakers)
10. "les magiciens de la pluieUp the Waratahs)
11. "Tournez manège" (Merry Go Round)
12. "Roucoulade" (Pigeon Pair)
13. Fred (Fred)

## Autour de la série
Après la fin de la série, la compagnie de production Fauna Productions et le producteur Lee Robinson entreprennent de produire Minos 5 (Barrier Reef), une série à laquelle participeront plusieurs des artisans de Skippy, dont le compositeur Eric Jupp.
En France, cette série animalière n'a, curieusement, jamais été rediffusée depuis les années 1970 sur les chaînes hertziennes. Diffusée dans 128 pays, elle a rencontré partout le succès, et le générique est resté dans les mémoires.
Le traitement des animaux sur le tournage pose question. Les animaux étaient enfermés dans des sacs de jute ou saoulés au whisky pour qu’ils se tiennent tranquilles.

## Produits dérivés (France)
- DVD : Skippy le kangourou - coffret de 4 DVD - Studio Aventi ; (ASIN B000ILZ8MG) ; 5 octobre 2006
- Livre : Skippy Le Kangourou de Robert Martin ; collection Bibliothèque rose (Hachette) ; 1re édition : 1969

## Skippy dans la culture populaire française
- En France, le groupe d'humoristes Les Inconnus a parodié le nom du héros de la série dans son sketch sur les sectes. Skippy le Grand Gourou est devenu presque aussi célèbre que son quasi-homonyme australien.
- Skippy a également été parodié dans Le Dernier Continent de Terry Pratchett en tant que Skipue (version française).
- Une référence très elliptique à Skippy est à retenir dans Les Interviews de Raphaël Mezrahi interrogeant Brigitte Fontaine.
- Il apparaît également dans la chanson Ridy Oh du groupe Elmer Food Beat.